# Aegiochus sarsae
Aegiochus sarsae is een pissebed uit de familie Aegidae. De wetenschappelijke naam van de soort is voor het eerst geldig gepubliceerd in 2008 door Brandt  & Andres.